# Haz (revista)
Haz fue una revista universitaria, de tirada teóricamente periódica, que existió en España durante la Dictadura franquista. Vinculada al Sindicato Español Universitario, pertenecía a la Delegación Nacional de Prensa y Propaganda de Falange.

## Historia
Haz, que llegaría a tener seis épocas independientes, nació en 1935 como órgano de comunicación del Sindicato Español Universitario (SEU) de Falange. Su primer número vio la luz el 26 de marzo de dicho año y continuaría publicándose hasta el 14 de febrero de 1936. El semanario estaba dirigido por Alejandro Salazar, a la postre jefe nacional del SEU. La revista, que se autodefinía como «semanario deportivo universitario» y se publicaba con carácter semanal, se centró particularmente en la difusión del cine fascista italiano de la época. La ilegalización de Falange en la primavera de 1936 y el posterior inicio de la Guerra civil supusieron una interrupción.
La revista vuelve a publicarse nuevamente en 1938, en Bilbao, ciudad desde la que se empezó a editar inicialmente. Su primer número sale a la luz el 16 de septiembre de 1938. Tras el final de la guerra civil, pasa a editarse en Madrid. En esta etapa estuvo dirigida durante algún tiempo por el joven líder falangista Enrique Sotomayor, que representaba al ala más extremista y radical de la juventud falangista. Haz se convirtió en el principal órgano de expresión del SEU, convertido tras la guerra en la única organización universitaria. Aunque la revista era editada por el SEU, pertenecía a la Delegación Nacional de Prensa y Propaganda de Falange.
En comparación con otras publicaciones similares, la revista Haz presentaba hacia 1940-1942 un diseño bastante moderno, con amplios reportajes gráficos. En el contexto de la Segunda Guerra Mundial, la revista tenía una línea editorial claramente filonazi y partidaria de la victoria de las Potencias del Eje. Incluso a la altura de 1944, cuando Alemania ya perdía la guerra, Haz seguía publicando temática filonazi o libelos antisemitas. Para 1945 la revista se editaba con carácter mensual y con una tirada aproximada de 2000 ejemplares. A partir de esta fecha Haz entró en crisis y no se publicaría durante algún tiempo. Reapareció en abril de 1951, y nuevamente en 1953, en la que sería su última etapa. La publicación desapareció poco antes de los Sucesos de 1956, que provocaron una fuerte crisis interna en el seno del SEU.